# La Victoria (Spagna)
La Victoria è un comune spagnolo di 1 758 abitanti situato nella comunità autonoma dell'Andalusia.